# Termoenergetica
Compania Municipală Termoenergetica București S.A. (CMTEB) este principala entitate responsabilă cu furnizarea serviciilor de termoficare în municipiul București, România. 
Înființată în 2019, CMTEB a preluat atribuțiile fostei Regii Autonome de Distribuție a Energiei Termice (RADET), cu scopul de a moderniza și eficientiza sistemul de alimentare cu energie termică al capitalei. Compania administrează rețeaua de transport și distribuție a agentului termic, asigurând încălzirea centralizată și alimentarea cu apă caldă pentru milioane de locuitori și mii de instituții și organizații din București.
Aceasta cooperează cu Electrocentrale București pentru a alimenta rețeaua de termoficare. Pe lângă aceste două entități principale, există și alți operatori sau producători mai mici care furnizează energie termică în anumite zone sau pentru ansambluri rezidențiale precum centrale de cartier sau companiile private de servicii energetice.

## Date generale
CMTEB are în exploatare:
- rețele termice primare (954,09 km conducte)
- rețele termice secundare (2963,3 km conducte)
- puncte termice, stații centralizatoare, module termice (1027)
- centrale termice (48)

| Anul | Cifra de afaceri (lei) | Angajați | Profit net (lei) |
| ---- | ---------------------- | -------- | ---------------- |
| 2019 | 195.027.559            | 2.990    | 7.875.061        |
| 2020 | 1.258.496.498          | 3.012    | -134.775.565     |
| 2021 | 1.431.822.244          | 3.069    | -240.965.483     |
| 2022 | 1.966.353.746          | 3.127    | -427.283.484     |
| 2023 | 2.424.176.879          | 3.382    | -187.730.154     |

## Sistemul de termoficare
Sistemul de termoficare din București este modernizat și întreținut de această companie. Acest sistem asigură furnizarea de căldură și apă caldă menajeră prin intermediul unui vast ansamblu de conducte subterane.
Apa caldă este produsă la centralele termoelectrice și transportată prin conducte primare până la punctele termice, unde este distribuită consumatorilor. Iar compania trebuie să asigure o temperatură între 55-60°C indiferent de consumul instantaneu.
Costurile asociate cu pierderile din rețeaua de transport și distribuție nu sunt suportate de locatari, deoarece contoarele de energie termică instalate în clădiri înregistrează doar consumul efectiv. Astfel, dacă apa caldă nu respectă parametrii contractuali, contorul nu înregistrează consum, iar locatarii plătesc doar energia efectiv utilizată, asigurându-se astfel o facturare corectă.

## Aplicația mobilă Termoalert
Termoalert este aplicația mobilă dezvoltată de companie pentru a oferi utilizatorilor acces rapid la informații despre serviciile de termoficare din București. Aplicația permite monitorizarea în timp real a stării furnizării energiei termice și notificări privind întreruperile și lucrările de mentenanță.

## Controverse
În februarie 2025, ANPC a amendat Termoenergetica pentru nerespectarea condițiilor din contractul de furnizare a energiei termice, inclusiv menținerea temperaturii apei calde între 55 și 60 de grade și respectarea diagramei de reglaj pentru încălzire.